# Gulfstream G650
Gulfstream G650 é um avião a jato executivo intercontinental, de ultralongo alcance, desenvolvido e fabricado pela empresa norte-americana Gulfstream Aerospace, com sede no estado da Geórgia.
Foi a aeronave mais cara, rápida e de maior autonomia de voo disponível no mercado, até o advento de seu irmão maior, o Gulfstream G700.
Seu alcance é de 12.964 km, podendo voar para qualquer lugar do globo, sem escalas, como de Nova Iorque a Tóquio, ou de Los Angeles a Londres. Conforme a configuração escolhida pelo comprador, o seu valor pode chegar a U$ 70.000,000.

## Histórico
No dia 13 de maio de 2008, a Gulfstream Aerospace, uma subsidiária da General Dynamics, anunciou o projeto de sua maior aeronave, o Gulfstream G-650, que foi apresentado ao público no dia 30 de setembro de 2009. Seu primeiro voo ocorreu no dia 25 de novembro do mesmo ano. 
A aeronave tem autonomia superior a 7.000 milhas náuticas, voando à Mach 0,85, mas sua velocidade máxima é de Mach 0,925, fazendo dele o avião civil mais rápido do mundo. Seu teto de 51.000 pés evita o tráfego aéreo congestionado e condições climáticas ruins.
A primeira entrega ocorreu em 20 de dezembro de 2012.
Em 2014, a fabricante anunciou uma versão de maior alcance e velocidade, o Gulfstream G650-ER.

## Concorrentes
Os principais concorrentes do Gulfstream G-650 são os jatos das famílias Dassault Falcon e Bombardier Global.
1. ↑  Ltda., Inner Editora. «Testamos os limites do G650 · AERO Magazine». AERO Magazine. Consultado em 23 de junho de 2018
2. ↑  «Avião executivo Gulfstream G700 quebra 2 recordes impressionantes». Canaltech. 5 de setembro de 2021. Consultado em 3 de novembro de 2021
3. ↑  «Gulfstream G650ER atinge novo recorde mundial de velocidade.». AEROIN. 21 de maio de 2016
4. ↑  «Gulfstream G650, o avião particular mais caro do mundo». Gazeta do Povo
5. ↑  «Roll-out do novo Gulfstream G650». FlightMarket. Consultado em 23 de junho de 2018
6. ↑  www.rairabelo.net, Rai Rabelo -. «O sonho de U$ 65 milhões - Revista Vida Brasil». www.revistavidabrasil.com.br. Consultado em 23 de junho de 2018
7. ↑  Ltda., Inner Editora. «Gulfstream anuncia G650ER · AERO Magazine». AERO Magazine. Consultado em 23 de junho de 2018
8. ↑  «Quem compra um jato executivo de 50 milhões de dólares? - Airway». airway.com.br. Consultado em 23 de junho de 2018